# Taza

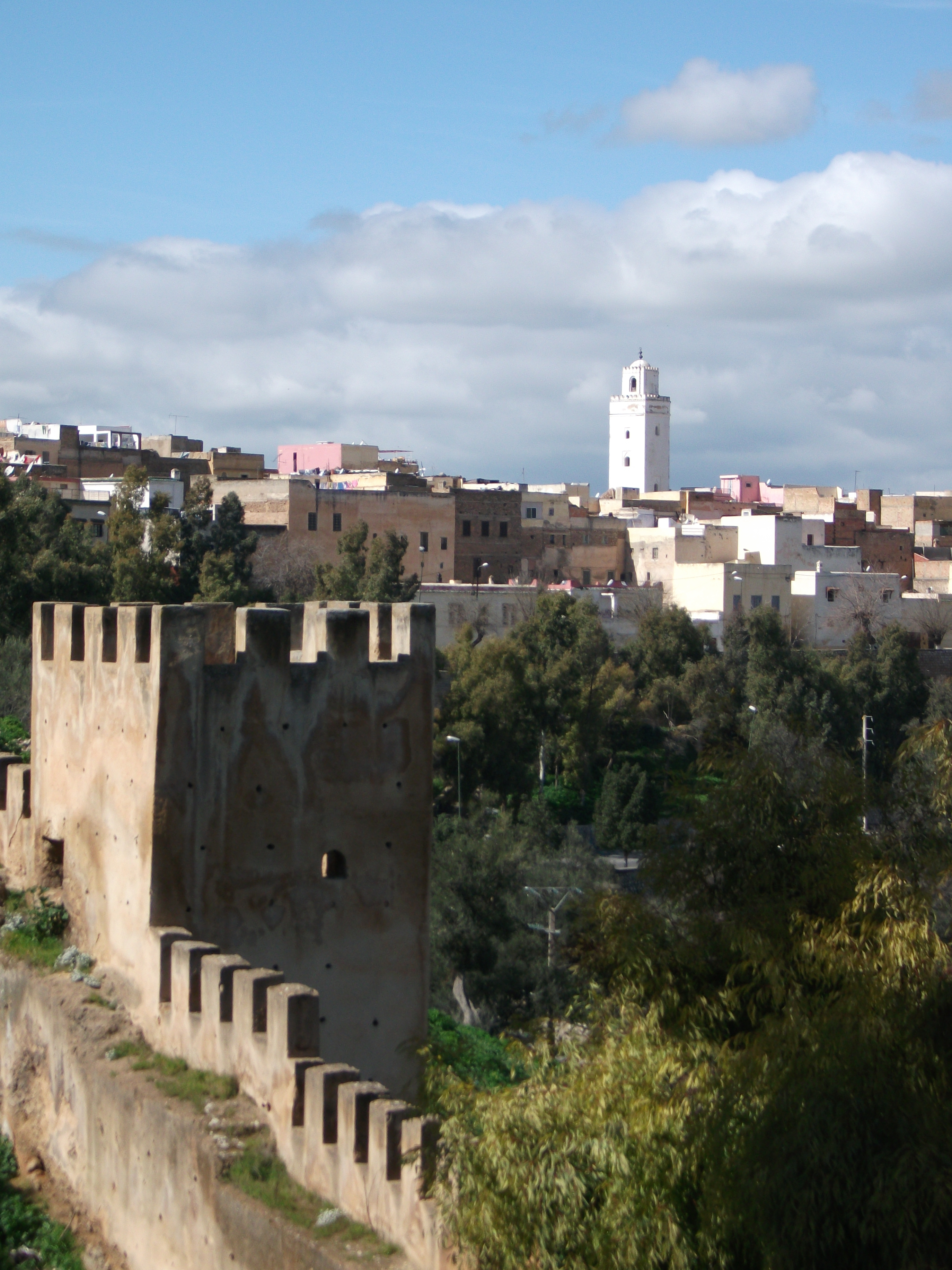
Taza – Blick auf die Altstadt (medina) und das Minarett der Großen Moschee (12. Jahrhundert). Auch die aus Stampflehm errichteten Festungsmauern stammen ursprünglich noch aus dieser Zeit, wurden jedoch später immer wieder restauriert und ausgebaut.

Taza (arabisch تازة, Tamazight: ⵜⴰⵣⴰ) ist eine marokkanische Großstadt mit ca. 160.000 Einwohnern; sie ist die Hauptstadt der gleichnamigen Provinz Taza. Der Name ist wahrscheinlich abgeleitet vom Tamazight-Wort tizi für „Hügel“ oder „Pass“. Die Medina von Taza und die Große Moschee von Taza stehen seit 1995 auf der Vorschlagsliste für die Aufnahme in das UNESCO-Weltkulturerbe.

## Lage
Taza liegt knapp 120 km (Fahrtstrecke) östlich von Fès im Nordosten Marokkos zwischen den südlichen Ausläufern des Rif-Gebirgszuges und den nördlichen Ausläufern des Mittleren Atlas. Der ältere Stadtteil (Medina) liegt in einer Höhe von ca. 585 m und ist von einer Festungsmauer aus Stampflehm eingefasst. Der neuere Stadtteil, von den Franzosen im Jahr 1920 gegründet, liegt in einer fruchtbaren Senke in einer Höhe von etwas über 450 m. Die Lage von Taza machte die Stadt zu einem wichtigen Ort an der Ost-West-Verbindung, die bereits in vorgeschichtlicher Zeit genutzt wurde, worauf Fossilfunde hinweisen. In römischer und islamischer Zeit war die Senke von Taza militärisch und als Handelsweg von großer Bedeutung: sie stellte die Hauptroute zu den fruchtbaren Ebenen an der Atlantikküste dar. Auch während der französischen Kolonialzeit (1914–1956) und danach spielte die einzige Ost-West-Verbindung im Norden Marokkos eine wichtige Rolle; seit dem Jahr 2011 verbindet eine an Taza vorbeiführende Autobahn die zentralen Hochebenen Marokkos – und damit die Städte Rabat, Meknès und Fès – mit Oujda und Nador, den Industriezentren des Nordostens. Das Klima ist gemäßigt bis warm, Regen (ca. 565 mm/Jahr) fällt hauptsächlich in den Wintermonaten.

## Bevölkerung
| Jahr      | 1994    | 2004    | 2014    | 2024    |
| Einwohner | 120.971 | 139.686 | 148.456 | 150.763 |

Der Großteil der Einwohner Tazas sind Berber; die meisten von ihnen haben erst seit den 1970er Jahren ihre Heimatdörfer verlassen und hoffen, in der Großstadt Arbeit als Tagelöhner, Taxifahrer, Kleinhändler etc. zu finden. Führende Positionen in Verwaltung, Handel, Bankwesen und Industrie sowie im Verkehrs-, Bildungs und Gesundheitswesen liegen dagegen in den Händen von arabisch-stämmigen Personen, die insgesamt nur einen Bevölkerungsanteil von etwa 20 % ausmachen. Berber und Araber sprechen untereinander meist Marokkanisch-Arabisch.

## Geschichte
Taza wurde um das Jahr 700 von Miknasa-Berbern gegründet und war aufgrund seiner strategisch wichtigen Lage fortlaufend umkämpft. Nach der Verbreitung des Islam im westlichen Maghreb wechselten die Machtverhältnisse ständig zwischen den verschiedenen Dynastien des noch jungen, ungefestigten Islam und den (bereits islamisierten) Berber-Stämmen (Herrschaft der Idrisiden, Aufstand des Maysara um 740, Herrschaft der Fatimiden, Aufstand unter Abu Yazid um 944). Im Jahr 1074 fiel die Stadt an die Almoraviden unter Yusuf ibn Taschfin und ca. 65 Jahre später (unter Abd al-Mu'min) an die Almohaden, die die erste Festungsmauer um die Stadt errichteten und sie – bis zur Einnahme von Marrakesch (1147) – zu ihrer Hauptstadt machten. Es folgten weitere Berberstämme (Meriniden, Wattasiden), sowie die – wahrscheinlich arabisch-stämmigen – Dynastien der Saadier und Alawiden. Letztere konnten ihre Herrschaft in Marokko zwar behaupten, doch geriet das Land seit dem 18./19. Jahrhundert immer mehr unter europäischen Einfluss.
Im Jahr 1903 übernahm Jilani Zerhouni (Bou Hamara), aus algerischem Exil zurückkehrend, unter falscher Identität (Mulai Mohamed) die Macht über Taza. Er verkaufte Erzabbaurechte im Rif-Massiv an ein spanisches Unternehmen (Compañía Española de Minas del Rif) und wurde 1908 von rivalisierenden Berbern entführt, was den Rifkrieg mitauslöste.
Am 10. Mai 1914 wurde Taza französisches Protektorat und blieb bis zur Unabhängigkeit Marokkos (1956) unter französischem Einfluss.

## Sehenswürdigkeiten

### Medina
Die Medina befindet sich im Südwesten der Stadt auf einem Hügel und ist über eine 250 m lange Treppe mit ihr verbunden. Sie ist von einer 3 km langen Stadtmauer umgeben. Mehrere Tore gewährleisten den Zugang zur Umgebung, in der sich neben landwirtschaftlichen Flächen auch mehrere Friedhöfe befinden. Die Medina ist dicht bebaut, die Gebäude sind jedoch in jeder Hinsicht sehr unterschiedlich – es gibt sehr unterschiedliche Gebäudetypen, wie wurden mit unterschiedlichen Materialien erstellt und auch die Farbgebung ist nicht einheitlich. Weniger die Hälfte der Gebäude stammt aus der Zeit vor dem französischen Protektorat. Von diesen sind leider auch viele aufgrund einer fehlenden umfassenden Denkmalschutzstrategie schwer beschädigt. Eine Untersuchung im Jahr 2000 fand nur etwa 13 % der traditionellen Gebäude in einem guten Zustand befindlich.
Zu den sehenswerten Baudenkmälern der Medina von Taza gehört allen voran die Große Moschee, auch Jamaa Lakbir genannt, die in großen Teilen (so auch das Minarett) noch aus dem 12. Jahrhundert stammt und heute noch immer als Moschee genutzt wird. Sie gilt als eines der ältesten Beispiele almohadischer Architektur. Tazas Stadtmauer, die im 12. Jahrhundert erbaut und bei späteren Anlässen oft verstärkt wurde, wurde im 16. Jahrhundert von dem Saadier Ahmad al-Mansur mit einem Borj, einem befestigten Turm, mit 26 Metern Breite versehen. Das Stadttor mit eisernem Gitter und die Kasematten mit terrassenförmigen Dächern zeigen deutlich die Einflüsse europäischer Militärarchitektur der damaligen Zeit.

### Umgebung
Nur etwa 14 km südlich von Taza liegt die Gouffre du Friouato, die einzige für Besucher erschlossene Tropfsteinhöhle Marokkos. In einer Entfernung von etwa 35 km zieht der Nationalpark des 1980 Meter hohen Jbel Tazzeka mit seinen Zedern- und Korkeichenwäldern, Schluchten, Höhlen und Wasserfällen vor allem marokkanische Touristen an. Beim Auf- und Abstieg bieten sich grandiose Ausblicke auf die umgebende Berglandschaft des Mittleren Atlas.

## Partnerstädte
- Dole (Frankreich), seit 2007
- Srebrenica (Bosnien und Herzegowina), seit 2010

## Söhne und Töchter der Stadt
- Mohamed Tazi (1928–2011), Diplomat
- Guy Brousseau (1933–2024), französischer Mathematikdidaktiker
- Kebir Mustapha Ammi (* 1952), marokkanischer Schriftsteller
- Raschid Ben Ali (* 1978), niederländischer Maler